# Nenadovac

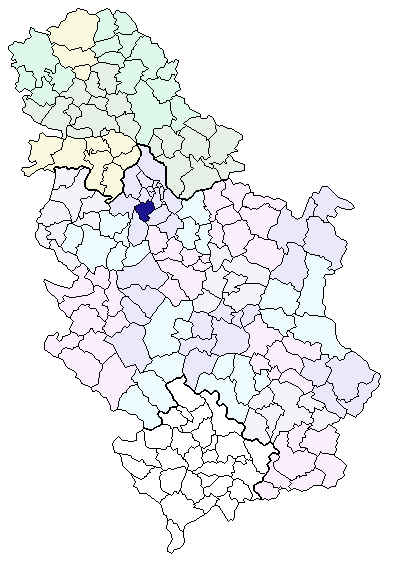
Situation de la municipalité de Barajevo en Serbie

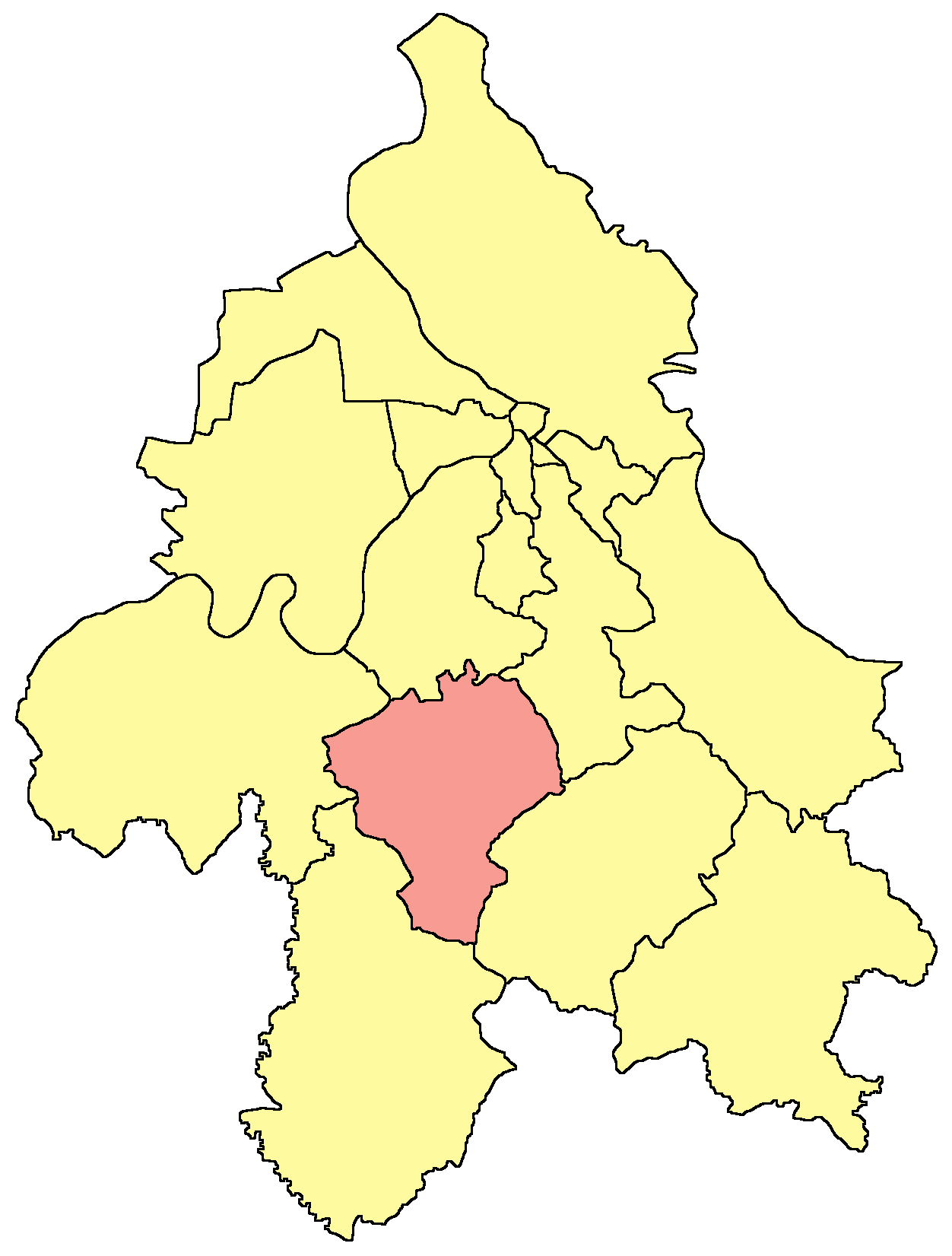
Situation de la municipalité de Barajevo dans le district de Belgrade

Nenadovac, en serbe cyrillique Ненадовац, est un village de Serbie situé dans la municipalité de Barajevo, district de Belgrade.
Nenadovac est situé dans les faubourgs de Belgrade.